# Marcello Tegalliano
Ifølge traditionen var Marcello Tegalliano (Latin Marcellus) den anden doge i Venedig (717–726); men John Julius Norwich har hævdet, at den første doge, Paoluccio Anafesto, rent faktisk var Paul, Exark af Ravenna og at Marcellus rent faktisk var hans magister militum med samme fornavn.